# Lasse Gjertsen
Lasse Gjertsen (Larvik, 19 luglio 1984) è un animatore e youtuber norvegese.

## Biografia
Gjertsen ha studiato animazione al Kent Institute of Art & Design in Gran Bretagna, e al Volda University College in Norvegia. Durante la sua permanenza al Kent Institute non è risultato molto apprezzato dai professori, soprattutto per il suo video Hyperactive.

## YouTube
Gjertsen inviò a YouTube il suo video Hyperactive dopo essere venuto a conoscenza della presenza di una copia con bassa qualità audio inviata da un altro utente. Nei 6 mesi successivi Lasse postò altri 16 video, di cui molti furono realizzati durante il corso di animazione. Il 12 maggio 2007 il suo canale era al 31º posto tra i più sottoscritti, e dei suoi video quattro comparivano in primo piano nella home di YouTube: Hyperactive, What The Fuck?, Amateur, e Sogno ad Occhi Aperti. 
Nonostante Hyperactive sia stato il suo video più popolare, il clip Amateur venne citato in un articolo online del Wall Street Journal. Nei video in primo piano nella homepage del sito YouTube è comparso anche "Hva faen, Speil?".
Hyperactive venne nominato per la categoria "Most Creative Video" agli YouTube's 2006 Video Awards e guadagnò il terzo posto. Hyperactive è stato in seguito copiato da Cartoon Network in una pubblicità per lo show Foster's Home for Imaginary Friends. Lasse inizialmente considerò l'idea di prendere dei provvedimenti legali, ma rinunciò, dopo aver parlato con un avvocato, ritenendolo troppo complicato.
È stata realizzata anche una sua piccola parodia per la 3ª stagione dello show It's Always Sunny In Philadelphia dell'emittente FX. Non è chiaro se ciò sia stato fatto con l'autorizzazione di Gjerstsen.
Lasse Gjertsen è inoltre il creatore della colonna sonora dei video dell'utente Chaplin Snakker su YouTube. Chaplin Snakker è anche una delle sue composizioni elettroniche, un remix del discorso di Charlie Chaplin nel suo film Il Grande Dittatore (1940) a cui ha Lasse ha aggiunto un sottofondo musicale.

## Dopo You Tube
Il successo su YouTube gli ha consentito di ricevere importanti offerte da compagnie come Chevrolet e MTV. Gjertsen però ha sempre denunciato pubblicamente l'idea di pubblicità, considerandola addirittura inferiore alla prostituzione, e rifiutando perciò tutte queste offerte.
In aggiunta al suo lavoro come animatore, Lasse ha anche autoprodotto un album di Musica elettronica.
Nel 2007 ha girato ad un video di 2 parti in collaborazione con il violoncellista Giovanni Sollima. Nello stesso anno ha anche diretto il videoclip della canzone "Get Fizzy" per il rapper svedese Timbuktu.

## Software
Lasse ha dichiarato l'utilizzo dei seguenti software per la creazione dei suoi video:
- Adobe Photoshop
- Adobe Premiere Pro
- Adobe After Effects
- Debugmode WinMorph
- FL Studio

### Musica
Lasse utilizza il programma FL Studio per creare brani originali nei suoi video, e nonostante dichiari di non avere molta competenza in ambito musicale, ha creato dei sample suonando la batteria, il pianoforte, la chitarra, l'armonica e cantando.
Gli unici video di cui non ha composto la musica sono Home Sweet Home del rapper norvegese Sirius, Sogno a occhi aperti del violoncellista italiano Giovanni Sollima e A Bar in Amsterdam della band norvegese Katzenjammer.